# Phrasaortes
Phrasaortes (altgriechisch Φρασαόρτης; † 327/326 v. Chr.) war ein Statthalter Alexanders des Großen im 4. vorchristlichen Jahrhundert. Er ist durch die Schriften der antiken Schriftsteller Diodor und Arrian überliefert.
Phrasaortes entstammte dem persischen Adel. Sein Vater Rheomithres kämpfte in der Schlacht am Granikos 334 v. Chr. und in der Schlacht bei Issos 333 v. Chr. gegen Alexander, in der er auch fiel. Wie Phrasaortes in die Gefolgschaft Alexanders gelangte, ist unklar. Anfang 330 v. Chr. wurde er von Alexander zum Satrap der Persis, der Zentralprovinz des persischen Großreichs mit der Hauptstadt Persepolis ernannt, nachdem der Amtsvorgänger Ariobarzanes, den Polyainos fälschlicherweise Phrasaortes nennt, im Kampf gegen den Eroberer in der Schlacht an den persischen Toren gefallen war. Dass Alexander, als er im April 330 v. Chr. Persepolis verließ, 3000 Mann Besatzung zurückließ und später auch noch 5000 Fuß- und 1000 Reitersoldaten eintrafen, ist nicht hinreichend belegt.
Phrasaortes starb in dem Zeitraum, in dem Alexander in Indien weilte. Der Perser Orxines bemächtigte sich daraufhin der Provinz, da er sich für würdig hielt, dieses Amt zu übernehmen. Er plünderte jedoch das Grab Kyros’ II. und weitere Gräber und Tempel. Als Alexander 324 v. Chr. nach Persepolis zurückkehrte, überführte er Orxines dieser Verbrechen und ließ ihn hängen. Als Nachfolger benannte er seinen Leibwächter Peukestas.
Der Schweizer Schriftsteller Max Pulver beschreibt im zweiten Akt seines Dramas Alexander der Grosse, wie Phrasaortes vergeblich versucht, Alexander davon abzubringen, den Königspalast von Persepolis zu verbrennen.